# Manuel II (roi de Portugal)
Pour les articles homonymes, voir Manuel II et Manuel de Portugal.
Manuel II, surnommé « le Patriote » (en portugais : o Patriota) ou « le Malheureux » (en portugais : o Desventurado), né le 15 novembre 1889 à Lisbonne (Portugal) et mort le 2 juillet 1932 à Twickenham (Royaume-Uni), est le dernier roi de Portugal. Il règne de 1908 à 1910.
Second fils de Charles Ier et de la reine Amélie d’Orléans, Manuel monte sur le trône à la suite de l’assassinat à Lisbonne de son père et de son frère Louis-Philippe, prince royal. La proclamation de la République portugaise, en octobre 1910, est à l’origine de sa déposition.

## Biographie

### Jeunesse

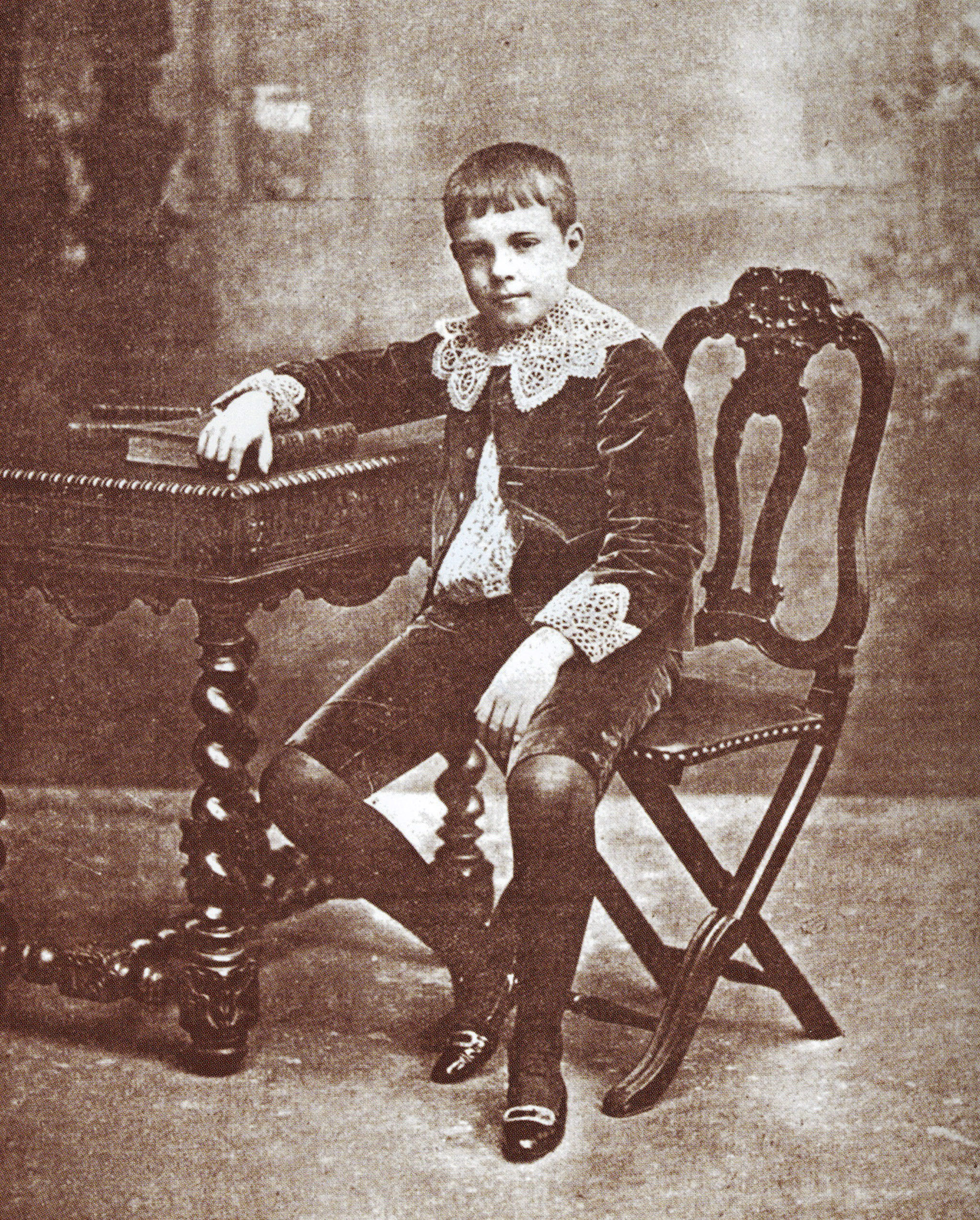
L'infant Manuel, duc de Beja, vers 1901

Manuel naît au palais de Belém, à Lisbonne, moins d'un mois après l'accession au trône de son père, le roi Charles Ier de Portugal, dont il est le troisième enfant et le second fils.
Il étudie l'histoire et apprend l'anglais ainsi que le français dès son plus jeune âge . En plus d'apprécier la littérature , le prince pratique l'équitation, l'escrime, l'aviron, le tennis, le jardinage et est un grand amateur de musique ,.
En 1903, Manuel voyage avec sa mère et son frère en Égypte, à bord du yacht royal Amélia . À l'été 1904, le prince devient cadet dans la marine portugaise  et commence sa formation à l'École navale en 1907 .

### Règne

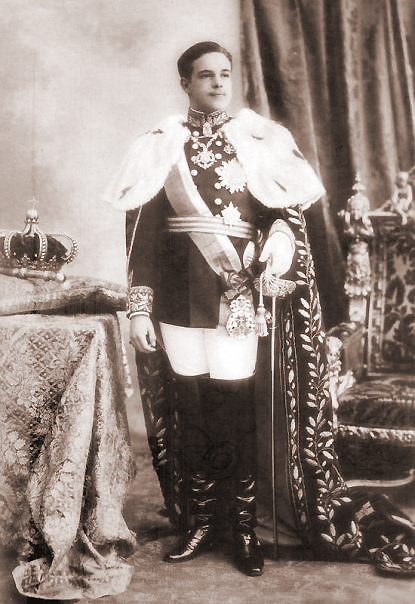
Manuel II de Portugal en costume de sacre.

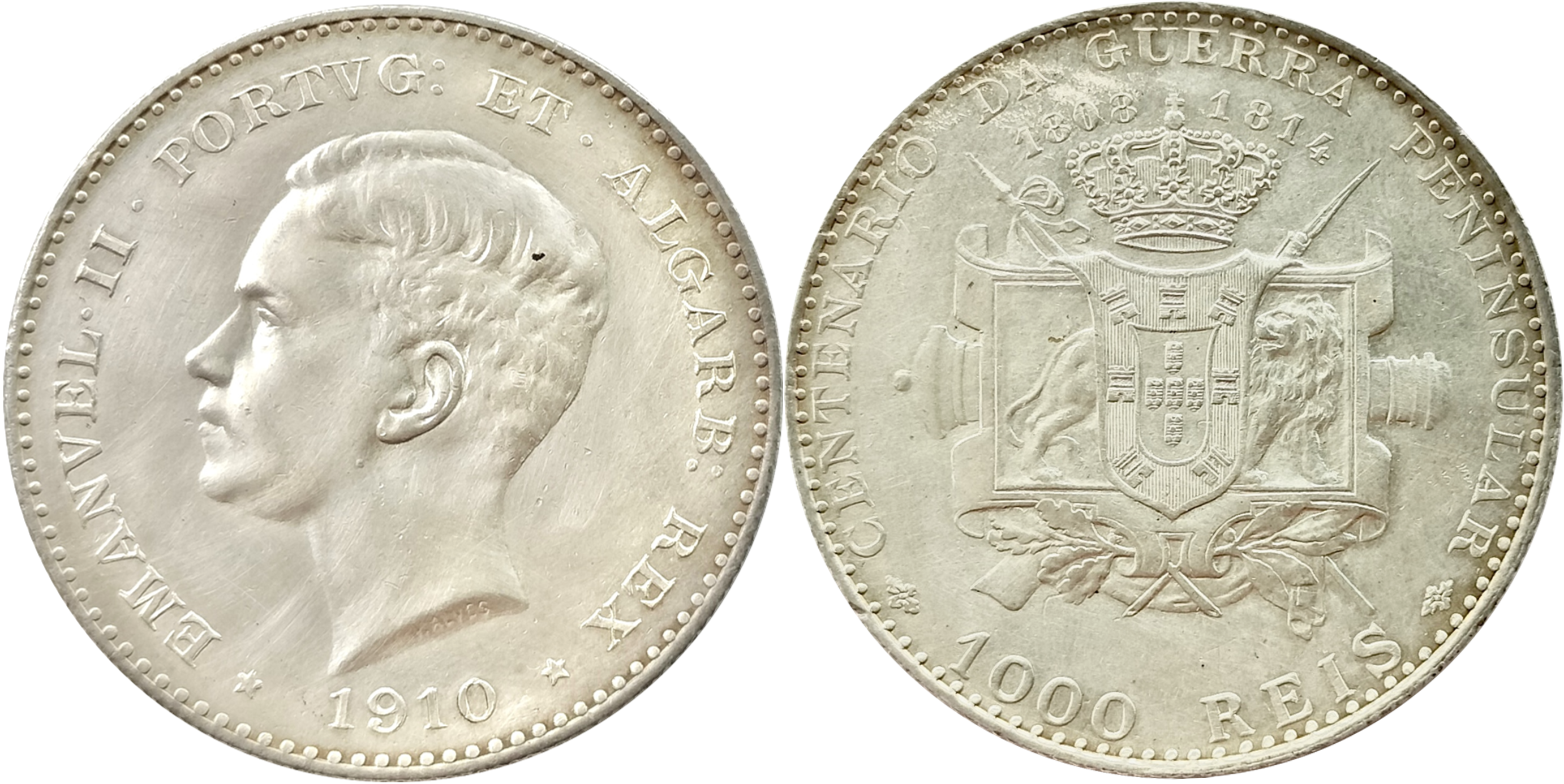
Pièce d'argent: 1000 reis, frappée en 1910, commémorant la Guerre Péninsulaire

Fils cadet de Charles Ier de Portugal et d'Amélie d'Orléans, il succède à son père ainsi qu’à son frère aîné, assassinés le 1er février 1908 par les républicains dans un attentat ayant visé la famille royale. Lui-même y a été blessé. Il accède au trône à l'âge de 19 ans, mais, n'étant pas destiné à régner, il n'a pas été formé pour cette fonction.
La stabilité politique se détériore sous son règne avec sept gouvernements en 24 mois. Les partis monarchistes continuent à se fragmenter, tandis que le Parti républicain gagne du terrain. Le scrutin législatif du 28 août 1910 voit l'élection de 14 nouveaux représentants (résultant d'une assemblée divisée : 9 % de Républicains, 58 % de Gouvernement et 33 d'Opposition) qui aident la cause révolutionnaire mais prennent peu d'importance depuis le Congrès de Setúbal (24-25 avril 1909) qui décide les Républicains à prendre le pouvoir par la force. Le meurtre d'un éminent républicain précipite le projet de « coup d'État » .
Durant les derniers jours du règne du roi Manuel II, João Ferreira Sardo supplie le monarque d'accorder à Gafanha da Nazaré une paroisse, obtenant ainsi la reconnaissance royale, marquant la dernière ville à la recevoir. Cet événement historique est officiellement documenté dans le Diário do Governo nº 206 du 16 septembre 1910 .

### Révolution républicaine et exil du roi

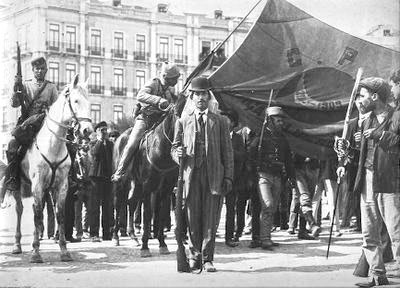
Des révolutionnaires défilent avec le drapeau de la Carbonária sur la place de la Rotonde le 5 octobre 1910.

Entre le 4 et 5 octobre 1910, une révolution éclate dans les rues de Lisbonne, l'obligeant à fuir vers Gibraltar, possession britannique .
En exil, Manuel réside à Fulwell Park, aujourd'hui à Londres, où il tente de recréer un environnement portugais, après l'échec des tentatives pour le rétablir sur le trône (1911, attaque royaliste contre Chaves en 1912 et monarchie du Nord en 1919).
Il est actif dans la communauté locale, assiste aux services à l'église Saint-Jacques de Twickenham et devient le parrain de plusieurs enfants. En 1932, il fait don d'un vitrail à l'église Saint-Jacques portant le blason des Bragance et représentant Saint-Antoine de Padoue pour célébrer le 700e anniversaire de la mort du saint.
Le 4 septembre 1913, il épouse à Sigmaringen la princesse Augusta Victoria de Hohenzollern (1890-1966), fille du prince Guillaume de Hohenzollern-Sigmaringen et de la princesse Marie-Thérèse de Bourbon-Siciles,. Cette dernière est la fille de la duchesse Mathilde en Bavière et donc la nièce de l'impératrice Élisabeth d'Autriche. Le prince Guillaume de Hohenzollern, père d'Augusta Victoria, est lui-même fils du prince Léopold de Hohenzollern-Sigmaringen et d'une infante du Portugal, Antónia de Portugal. Manuel et Augusta Victoria n'ont pas d'enfant.
Avant de mourir, il se réconcilie avec son cousin Édouard Nuno de Bragance (descendant de l'ex-roi Michel Ier qui a été exclu, ainsi que tous ses descendants, de la succession au trône par l'article 98 de la Constitution portugaise de 1838), qu'il ne désigne jamais formellement comme son successeur, mais qui est cependant officiellement reconnu par le mouvement monarchiste migueliste « Intégralisme lusitanien ».

## Galerie d'images

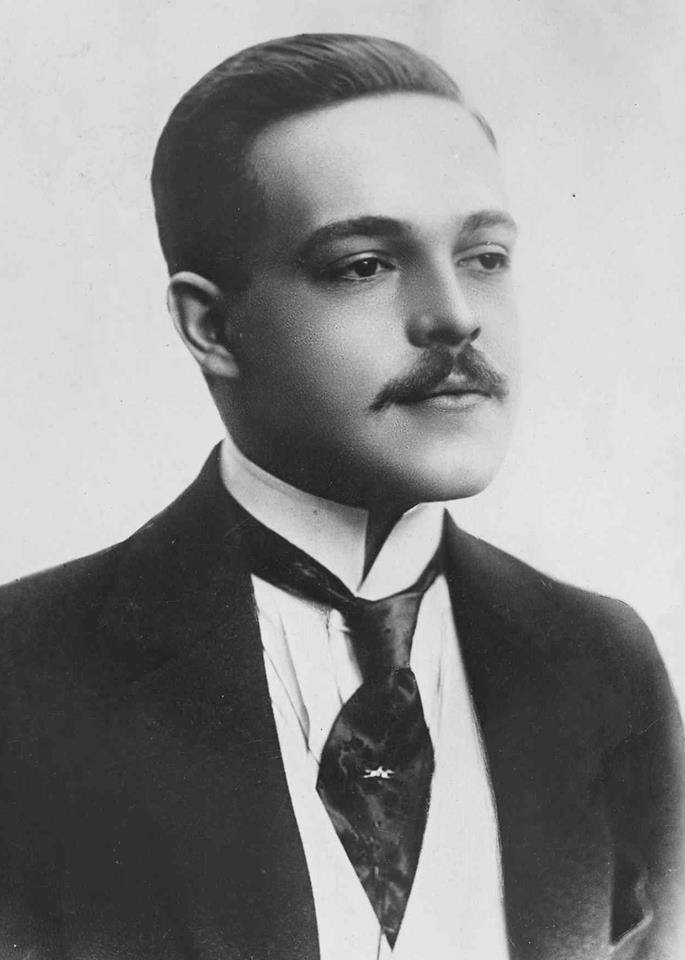
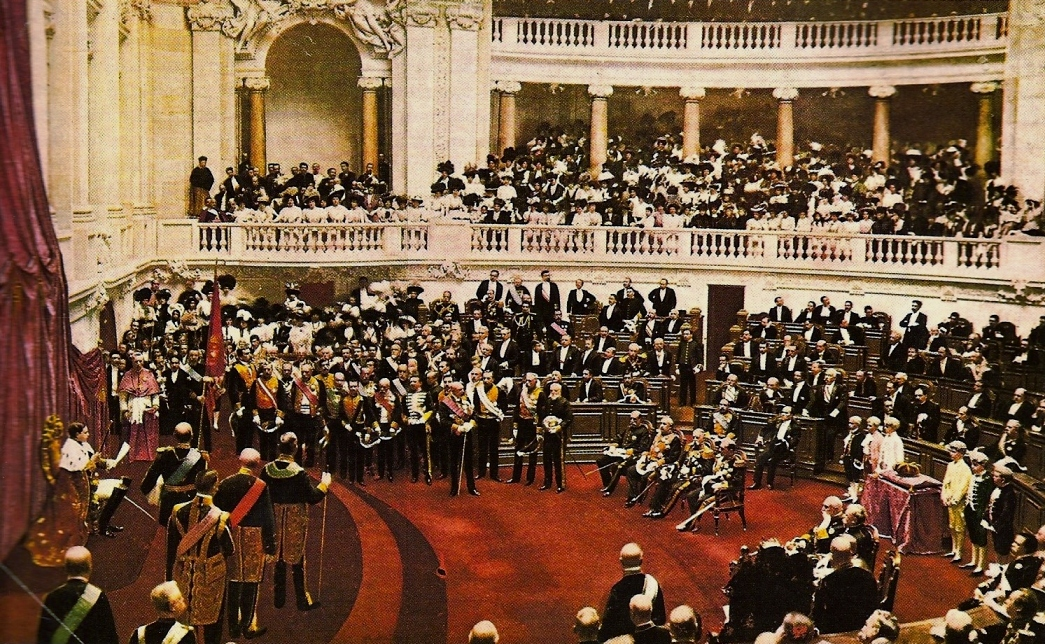
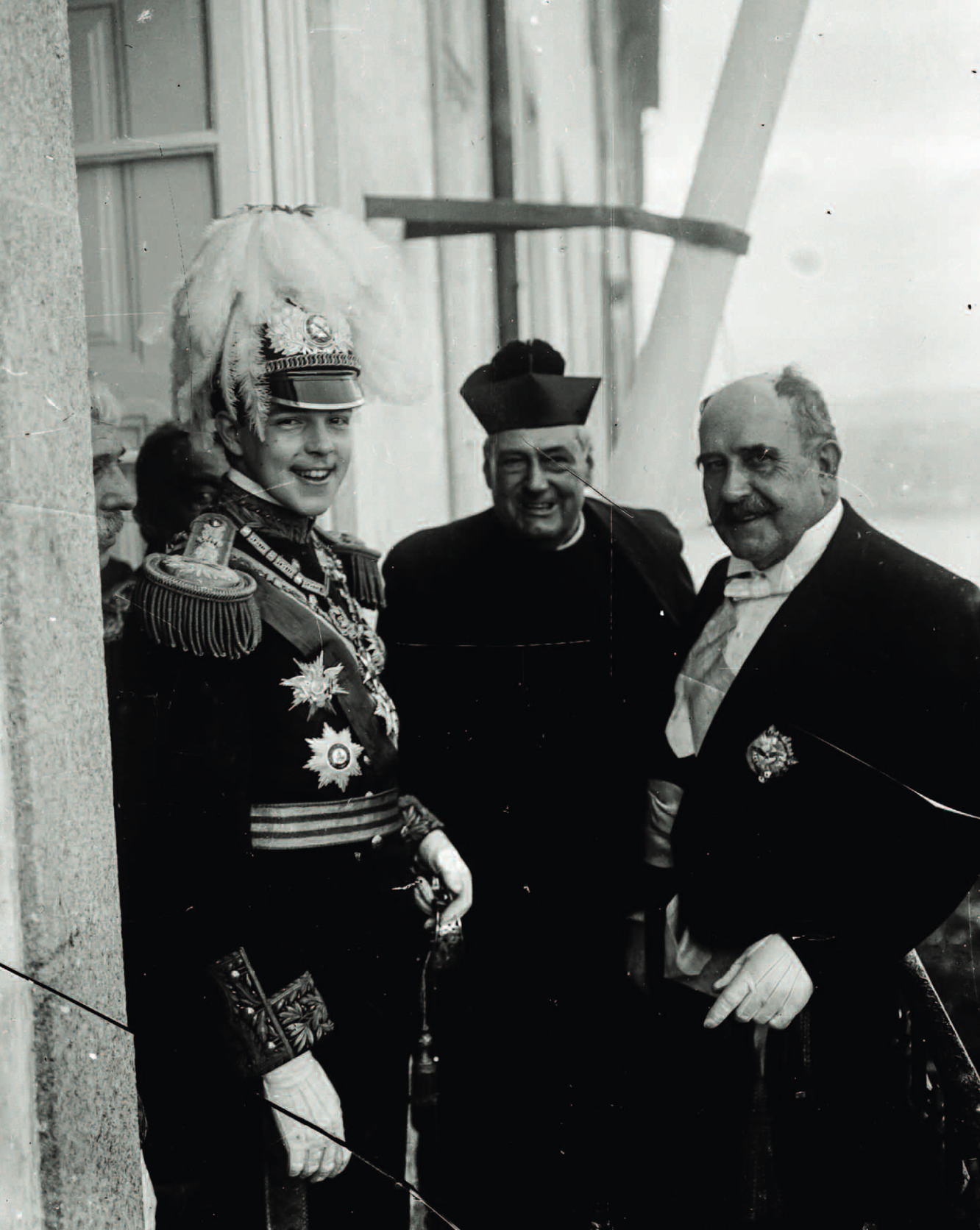
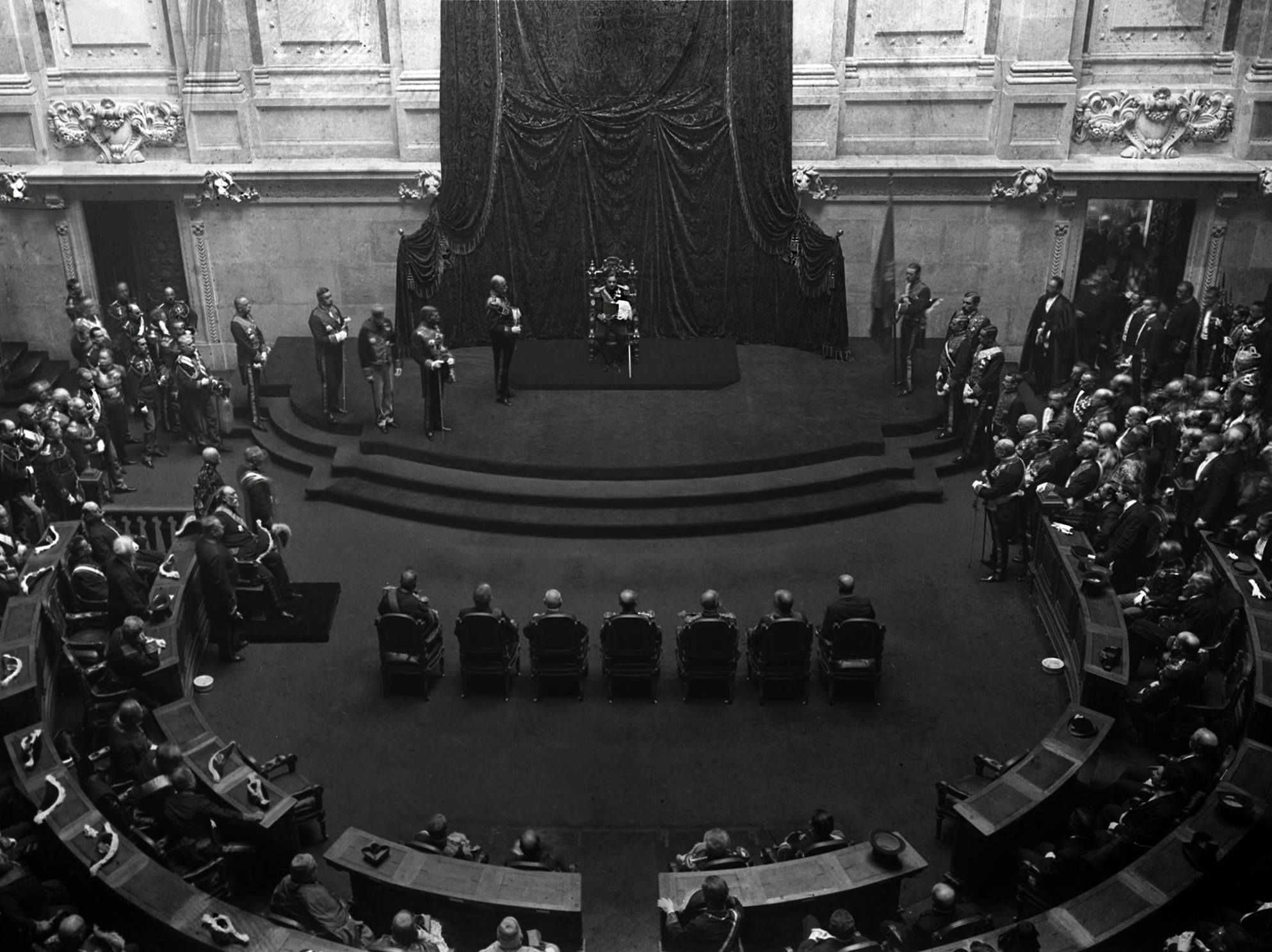
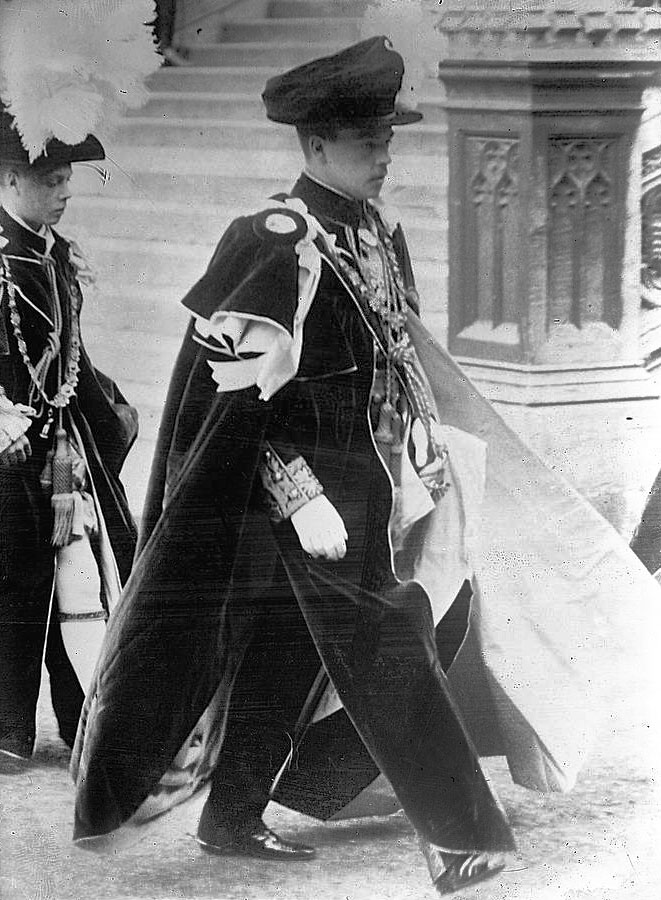
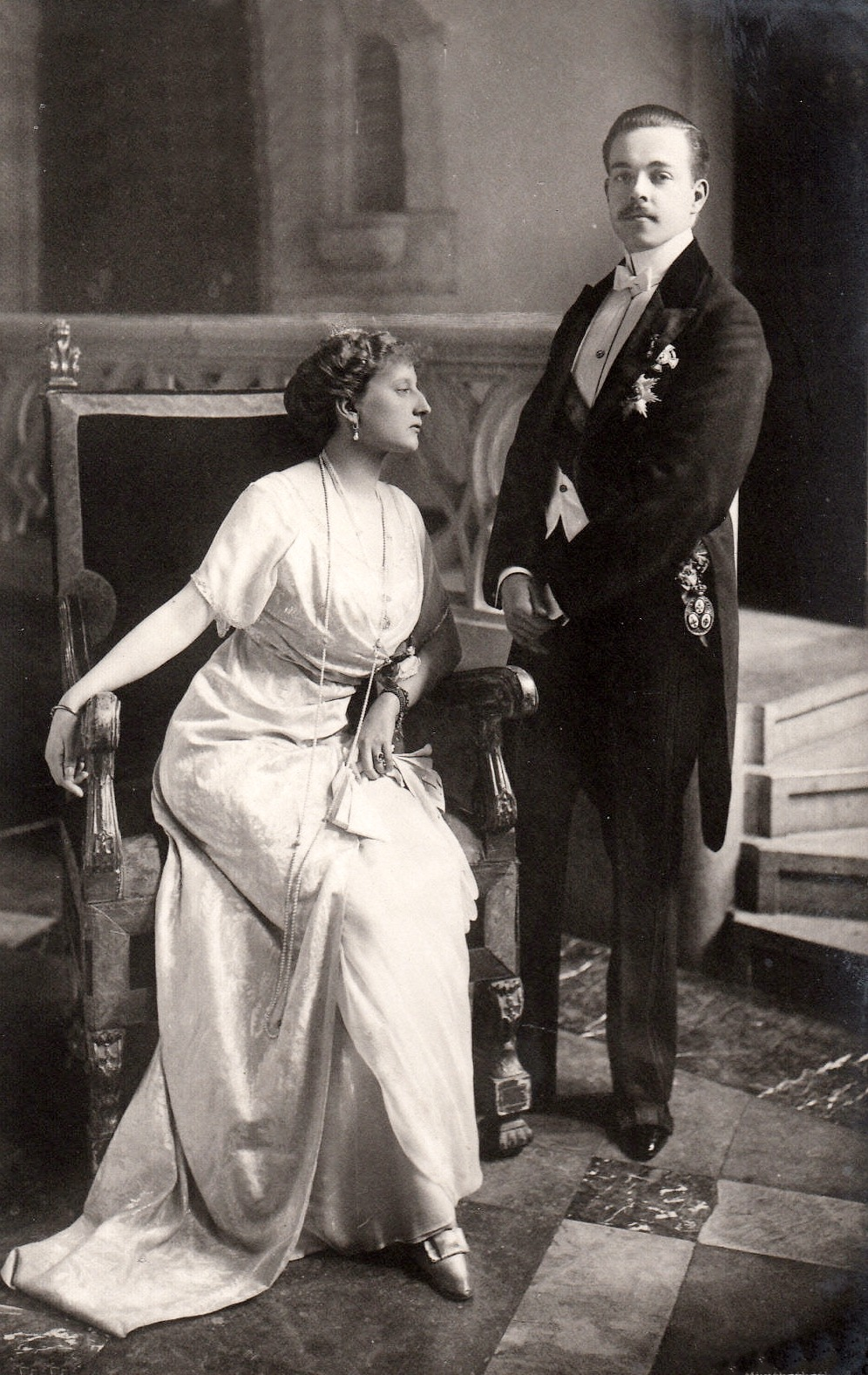
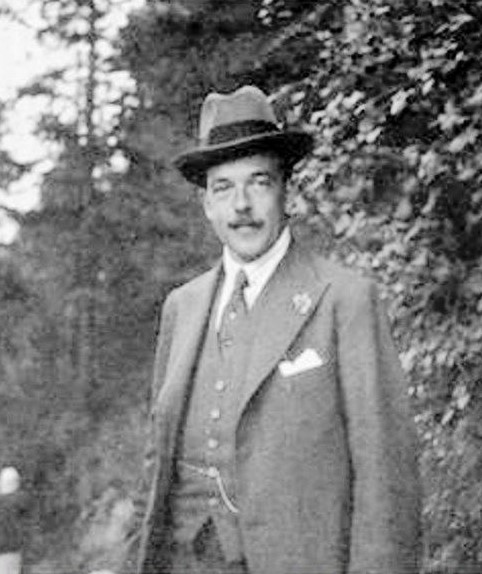

### Décès
Manuel II meurt en exil le 2 juillet 1932 à Twickenham, en Angleterre, par suffocation à la suite d'une crise d'« œdème aigu de la glotte », un gonflement de l'ouverture étroite à l'extrémité supérieure du larynx  ou œdème trachéal . Il est inhumé le 2 août suivant au Panthéon royal des Bragance à Lisbonne.

## Titre complet
Roi de Portugal et des Algarves, de chaque côté de la mer en Afrique, duc de Guinée et de la conquête, de la navigation et du commerce d'Éthiopie, d'Arabie, de Perse et d'Inde par la grâce de Dieu.